# Шахерлик
Шахерлик (также: Шахрлик, Яны-Шехр; туркм. Şäherlik) - средневековый город Туркменистана, крупный торгово-ремесленный и экономический центр Хорезма золотоордынского времени.

## Расположение
Городище Шахерлик находится в Присарыкамышской дельте Амударьи в бассейне Даудана - одного из древних левых протоков реки примерно в 90 км к юго-западу от г. Кёнеургенч Дашогузского велаята Туркменистана. С  восточной стороны городища ранее проходил большой канал, от которого в западном направлении тянулось несколько ответвлений. Второй канал, выходивший из упомянутого протока и имевший по большей части широтное направление, пересекал городище Шахерлик в его северной части.

## Описание
Городище Шахерлик, являвшееся центром этой земледельческой местности, занимает площадь около 15 гектаров. Максимальная протяженность его застроенной территории о северо-запада на юго-восток — около 750 м.
Характерной чертой города Шахерлик является полное отсутствие на нем каких-либо оборонительных сооружений. На его территории обнаружены остатки керамического, стекольного, металлургического и других ремесел. Квартал керамистов был самым крупным, его площадь составляла около 3—3,5 га и он занимал всю северо-западную часть городища. В нем сохранились основания обжигательных печей, расположенных по берегам каналов. Стекольное производство располагалось в центре города, а восточнее помещались медники. Мастерские металлургов занимали юго-восточную окраину города Шахерлик.
Население города занималось также ткачеством и торговлей, здесь сохранились развалины караван-сарая и было найдено около 400 монет.
Около городища, на северном берегу канала, проходившего через северную его окраину, имеются развалины нескольких строений внутри четырехугольной глиняной ограды, являющиеся, по всей видимости, остатками резиденции правителя города. Собранную на городище керамику можно подразделить на три хронологически разные группы — хорезмшахского, золотоордынского и тимуридского времени, большая часть находок приходилась на золотоордынский период. Особый интерес для археологов представляет найденный на Шахерлике обломок крупной морской раковины, которая, происходит из Индийского океана, что свидетельствует о торговых отношениях, поддерживавшихся жителями Шахерлика с Индией.
Материалы, собранные на городище Шахерлик, позволяют сделать вывод, что в основе города находится поселение хорезмшахского времени. Свидетельством этому являются найденные на его территории предметы данной эпохи. Это поселение, развиваясь, со временем превратилось в город, который особенно интенсивно жил в золотоордынский период. Согласно мнению большинства исследователей, городище Шахерлик - есть упомянутый в целом ряде средневековых письменных источниках город Яны-Шехр.